# Alojzy Walaszek
Alojzy Walaszek (ur. 19 września 1923, pochowany 7 października 1994) – polski dyplomata.

## Życiorys
Syn Szczepana. Po II wojnie światowej wstąpił do służby dyplomatycznej Ministerstwa Spraw Zagranicznych PRL. Pełnił funkcję konsula generalnego placówki PRL w Mińsku do 1974.
Nazwisko Alojzego Walaszka pojawiło się na liście Wildsteina, upublicznionej na początku 2005.

## Odznaczenia i ordery
- Srebrny Krzyż Zasługi (1953)[4]
- Medal 10-lecia Polski Ludowej (1955)[5]